# Тоника (Илиноис)
Тоника (енгл. Tonica) град је у америчкој савезној држави Илиноис.

## Демографија
По попису из 2010. године број становника је 768, што је 83 (12,1%) становника више него 2000. године.
| Група             | 2000.       | 2010.       |
| Белци             | 649 (94,7%) | 731 (95,2%) |
| Афроамериканци    | 0 (0,0%)    | 1 (0,1%)    |
| Азијати           | 1 (0,1%)    | 1 (0,1%)    |
| Хиспаноамериканци | 28 (4,1%)   | 33 (4,3%)   |
| Укупно            | 685         | 768         |